# Eerdse Bergen
De Eerdse Bergen is een natuurgebied bij het dorp Eerde.
Het is een langgerekt gebied dat vroeger een stuifzandduin was dat, toen het een bedreiging voor Eerde ging vormen, met eikenhakhout is vastgelegd.
De reeks voormalige stuifzandduinen steekt vele meters boven het, verder vlakke, maaiveld uit. Er ontstond een zandduingebied omdat het zand tegen de vastgelegde rug aan bleef waaien. Tijdens de Operatie Market Garden hadden zich hier van 17-24 september 1944 Duitse troepen verschanst die eerst na de hevige zogeheten battle of the sanddunes werden verdreven.
Later zijn grote delen van deze duinen afgegraven, maar de oorspronkelijke rug bleef bewaard en de zich daarop bevindende houtwallen zijn nog steeds aanwezig. 
Het kerngebied is 9 ha groot en wordt beheerd door Staatsbosbeheer. Aansluitend vindt men onder meer een heiderestant dat tegenwoordig begraasd wordt.
Ten westen van de Eerdse Bergen bevindt zich de Vlagheide en naar het zuiden toe gaat het gebied over in het gebied Logtenburg.